# My Life Has Been Saved
«My Life Has Been Saved» (с англ. — «Моя жизнь спасена») — песня британской рок группы Queen из альбома «Made In Heaven». Написана басистом группы Джоном Диконом. Песня была доступна на B — стороне сингла «Scandal». В 1995 году для альбома Made In Heaven записали более тяжелую аранжировку песни.

## Видеоклип
Клип был снят и опубликован в сборнике «Made In Heaven: The Film» в 1996 году.

## Примечание
1. ↑  Max Bell. ‘Made in Heaven’: The Aptly Named Album That Drew the Curtain on Queen (англ.). udiscovermusic.com. uDiscoverMusic (6 ноября 2021). Дата обращения: 29 января 2022. Архивировано 7 ноября 2021 года.
2. ↑  Queen - O (My Life Has Been Saved). Дата обращения: 18 марта 2023. Архивировано 26 января 2019 года.